# Lieke Wevers
Lieke Wevers, née le 17 septembre 1991 à Leeuwarden, est une gymnaste artistique néerlandaise. Elle est la sœur jumelle de la championne olympique Sanne Wevers, ensemble elles participent aux Jeux olympiques d'été de 2016 à Rio de Janeiro.
Elle remporte la médaille d'or à la poutre aux Jeux européens de 2015 à Bakou en Azerbaïdjan.

## Palmarès

### Jeux olympiques
- Rio 2016
  - 7e par équipes (avec Sanne Wevers, Céline Van Gerner, Eythora Thorsdottir et Vera Van Pol)
  - 15e au concours général individuel

### Championnats du monde
- Glasgow 2015
  - 8e par équipes (avec Sanne Wevers, Mara Titarsolej, Eythora Thorsdottir, Lisa Top et Tisha Volleman)
  - 8e au sol
  - 13e au concours général individuel

### Jeux européens
- Bakou 2015
  -  médaille d'or à la poutre
  -  médaille de bronze au concours général individuel
  -  médaille de bronze au sol

### Autres
- 2e à la poutre : étape de Cottbus (Coupe du monde 2009)
- 8e aux barres asymétriques : étape de Cottbus (Coupe du monde 2009)
- 2e à la poutre : Tournoi des Maîtres 2009